# Risoluzione 1497 dell'Assemblea generale delle Nazioni Unite
La risoluzione 1497 dell'Assemblea generale delle Nazioni Unite è stata adottata il 31 ottobre 1960 su istanza del governo austriaco in seguito ai mancati risultati dei colloqui italo-austriaci riguardanti la questione altoatesina. 

## Storia
L'Austria era cofirmataria assieme all'Italia dell'accordo De Gasperi-Gruber del 1946 e pretestava la mancata attuazione da parte dell'Italia di tale accordo.
La risoluzione risultò derivante dalla proposta A/SPC/L50 del 27 ottobre (da parte di Argentina, Bolivia, Brasile, Canada, Ceylon, Cipro, Danimarca, Ecuador, Ghana, India, Iraq, Irlanda, Giordania, Messico, Norvegia, Paraguay e Uruguay).
Questa risoluzione è stata interpretata da parte di alcuni osservatori come la conferma che la questione altoatesina non sarebbe una questione interna italiana, ma una questione internazionale e che l'Austria si sarebbe di fatto promossa garante della minoranza di madrelingua tedesca in Alto Adige e nei comuni bilingui della Provincia autonoma di Trento.
Come stabilito dalle Nazioni Unite, i ministri degli Esteri dei due Stati si incontrano così in gennaio, maggio e giugno del 1961 in riunioni che non producono però risultati sostanziali. L’Italia si dichiara disponibile a una migliore applicazione dello Statuto di autonomia in vigore ma si oppone a qualsiasi modifica delle disposizioni statutarie. L’Austria allora si rivolge nuovamente all’ONU che nell’assemblea generale del 18 novembre 1961 rinnoverà la risoluzione approvata l’anno prima con la risoluzione 1661.

## Testo
Traduzione dal testo originario:
avendo esaminato il punto 68 del suo ordine del giorno; considerato che lo statuto dell’elemento di lingua tedesca della Provincia di Bolzano (Bozen) è stato regolato da un Accordo internazionale fra Italia e Austria firmato a Parigi il 5 settembre 1946;
considerato che questo accordo stabilisce un sistema teso a garantire agli abitanti di lingua tedesca di questa provincia “completa uguaglianza di diritti rispetto agli abitanti di lingua italiana, nel quadro di disposizioni speciali destinate a salvaguardare il carattere etnico e lo sviluppo culturale ed economico dell’elemento di lingua tedesca”;
considerato che tra Austria e Italia è sorta una vertenza rispetto all’attuazione del detto accordo;
desiderosa di evitare che la situazione creatasi a causa della vertenza pregiudichi le relazioni amichevoli tra i due Paesi:
1. sollecita le due parti interessate a riprendere i negoziati con il proposito di trovare una soluzione a tutte le divergenze relative all’applicazione dell’Accordo di Parigi del 5 settembre 1946,
2. raccomanda che, nel caso in cui i negoziati di cui al paragrafo 1 non conducano a risultati soddisfacenti entro un periodo di tempo ragionevole, le due parti prendano in considerazione la possibilità di cercare una soluzione alle loro controversie mediante uno qualsiasi dei mezzi previsti dalla Carta delle Nazioni Unite, compreso il ricorso alla Corte internazionale di Giustizia, o qualsiasi altro mezzo pacifico di loro scelta;
3. raccomanda altresì ai Paesi in questione di astenersi da ogni azione che possa pregiudicare le loro relazioni amichevoli.»
(Risoluzione 1497 dell'Assemblea generale delle Nazioni Unite)